# چهاردهمین جشنواره فیلم یوکوهاما
چهاردهمین جشنواره فیلم یوکوهاما (به ژاپنی: 第14回ヨコハマ映画祭) چهاردهمین دورهٔ جشنواره فیلم یوکوهاما است که در تاریخ ۷ فوریه ۱۹۹۳ میلادی در شهر یوکوهاما، استان کاناگاوا کشور ژاپن برگزار شد.

## جوایز
- بهترین فیلم: سومو بکن، سومو نکن[۲]
- بهترین بازیگر جدید مرد:
  - اتسوشی تویوکاوا – Juninin no yasashii nihonjin, Kira kira hikaru, Kacho shima kōsaku
  - Yoshiyuki Omori – Wangan Bad Boy Blue, Seishun dendekedekedeke, Bokuto kidan
- بهترین بازیگر نقش اول مرد: ماساهیرو موتوکی – سومو بکن، سومو نکن
- بهترین بازیگر نقش اول زن: Yōko Minamino – Kantsubaki, Watashi o daite soshite kisu shite
- بهترین بازیگر جدید زن: Yuki Sumida – Bokuto kidan
- بهترین بازیگر نقش مکمل مرد: هیدئو موروتا – گناه نخستین (فیلم ۱۹۹۲)
- بهترین بازیگر نقش مکمل زن:
  - کئیکو اوگینومه – Itsuka giragirasuruhi
  - میسا شیمیزو – سومو بکن، سومو نکن, Mirai no omoide: Last Christmas, Okoge
- بهترین کارگردان: ماسایوکی سو – سومو بکن، سومو نکن
- بهترین کارگردان جدید:
  - کاتسویا ماتسومورا – All Night Long
  - Tadafumi Tomioka – Wangan Bad Boy Blue
- بهترین فیلمنامه: ماسایوکی سو – سومو بکن، سومو نکن
- بهترین فیلمبرداری: Yasushi Sasakibara – Wangan Bad Boy Blue, گناه نخستین (فیلم ۱۹۹۲)
- جایزهٔ ویژه: کینجی فوکاساکو (Career)